# الکس اسمیت (بازیکن فوتبال، زاده ۱۹۹۱)
الکس اسمیت (انگلیسی: Alex Smith؛ زادهٔ ۳۱ اکتبر ۱۹۹۱) بازیکن فوتبال اهل بریتانیا است.
از باشگاه‌هایی که در آن بازی کرده‌است می‌توان به باشگاه فوتبال فولام، باشگاه فوتبال لیتون اورینت، باشگاه فوتبال استیونج، باشگاه فوتبال سوئیندون تاون، باشگاه فوتبال یئوویل تاون و باشگاه فوتبال ووکینگ اشاره کرد.